# Révolution brabançonne
Batailles
Turnhout — Quatre journées de Gand — Coutisse — Falmagne — Namur — Mons — Bruxelles
La révolution brabançonne, appelée autrefois révolution belge ou révolution de Belgique, se déroule dans les Pays-Bas autrichiens entre 1787 et 1790, sous le règne de l'empereur Joseph II, à l'époque de la gouvernance de l'archiduchesse Marie-Christine et de son époux le prince Albert de Saxe, duc de Teschen. Ce mouvement débute dès la prise de pouvoir de Joseph II à la suite du décès de Marie-Thérèse en 1780 et se fait ressentir dans toutes les villes et région des États belgiques.
Cette révolution entraîne le rejet des réformes de Joseph II qui voulait supprimer nombre de lois et règlements au profit d'une politique centralisatrice imposée depuis Vienne. Mais une partie des chefs révolutionnaires professaient des principes démocratiques analogues à ceux qui étaient, au même moment, appliqués par la Révolution française. L'autre partie des chefs révolutionnaires voulaient, au contraire, restaurer les principes de gouvernement qui, en leur temps, avaient représenté une avancée contre la féodalité en arrachant à celle-ci un certain nombre de privilèges au profit des pouvoirs locaux, mais tout en maintenant le pouvoir de la noblesse et des nombreux autres corps privilégiés des villes.

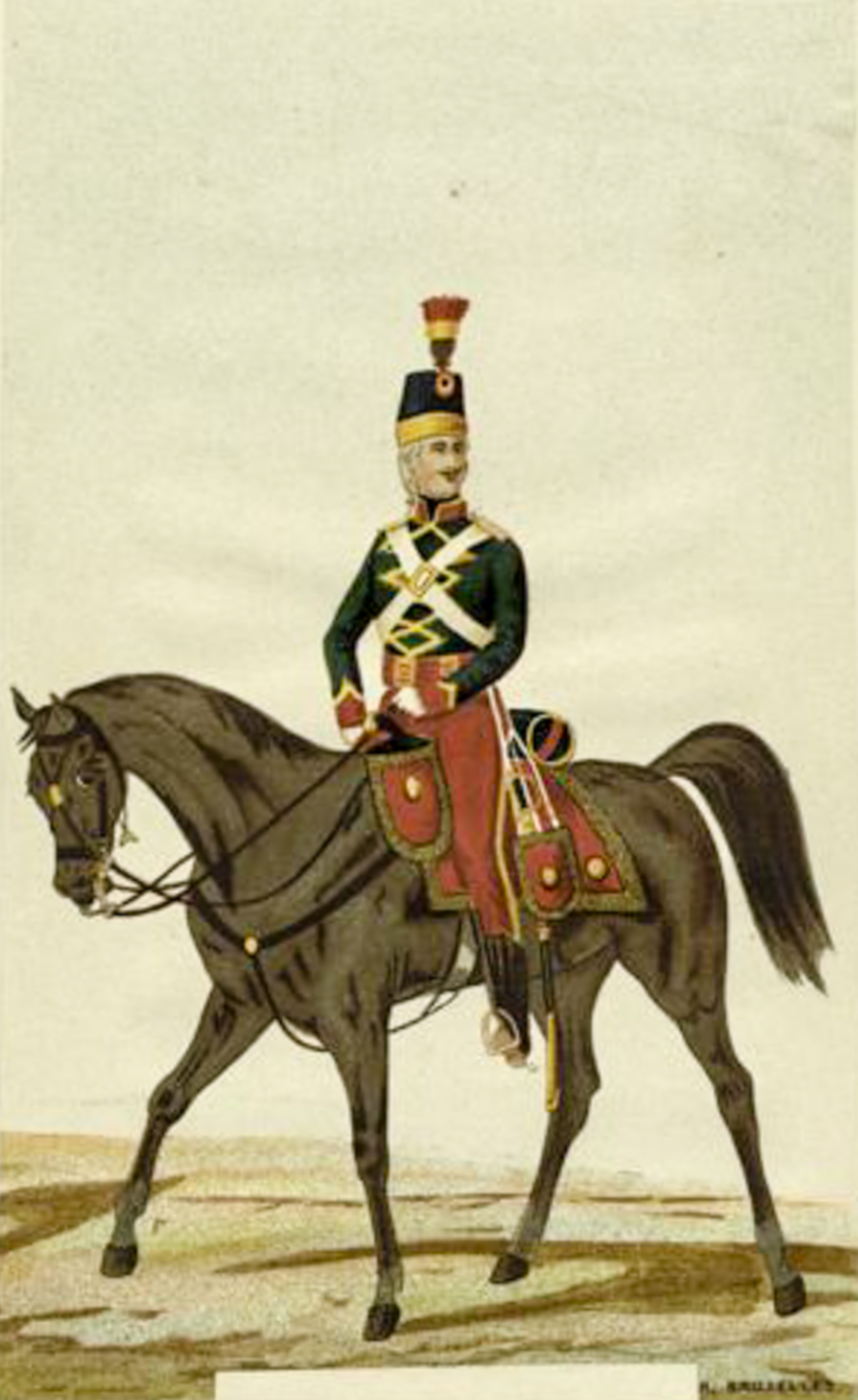
Hussard de Tongerloo de l'armée des États belgiques.

Provisoirement unis malgré leurs différends, les révolutionnaires parviennent, en 1790, à vaincre l'armée impériale à la bataille de Turnhout. Ceci entraîne la disparition du pouvoir impérial en Belgique et la proclamation des États belgiques unis. Mais ceux-ci ne vont durer qu'un an. Namur sera la première ville reprise par la force autrichienne. Le drapeau de la Belgique indépendante sera l'héritage des États Belgiques de 1789-1790 tout comme la devise nationale : « L'Union fait la force ».

## Causes de la révolution

### La structure administrative et politique des Pays-Bas autrichiens

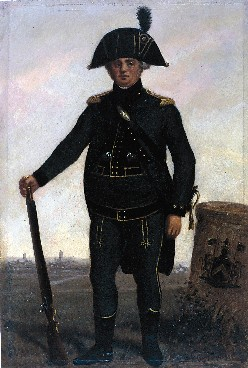
Volontaires d'Alost, le chevalier Dierickx de ten Hamme, commandant des chasseurs, d'après Jules Van Imschoot (1821-1884).

Pour chaque état, ou province, l'ensemble des privilèges accordés par les souverains est à chaque fois consigné dans une charte appelée Joyeuse Entrée et renouvelée à chaque changement de souverain.

#### La Joyeuse Entrée des provinces de Brabant et du Limbourg de Joseph II
La Joyeuse Entrée du Brabant est un recueil de 59 articles d'anciens privilèges, dont le souverain, lors de son inauguration, promet, sous serment l'observation. L'État de Limbourg est uni au Brabant depuis la conquête de Jean I, duc de Brabant, en 1288. Cette union est confirmée par le Traité du 4 novembre 1415. Les dispositions de la Joyeuse Entrée sont donc communes aux deux États.

### Les réformes de Joseph II
L' empereur Joseph II est élu empereur en 1780, à la suite du décès de sa mère l'impératrice Marie-Thérèse (1740-1780). Empereur élu du Saint-Empire, il est aussi à titre héréditaire le souverain des États qui composent les Pays-Bas Belgiques (duché de Brabant, comté de Flandre, comté de Hainaut, comté de Namur, duché de Luxembourg, Loos, Limbourg, duché de Gueldre, Malines). Despote éclairé, il tente de leur imposer de nombreuses réformes centralisatrices et laïques, mais sans passer par la procédure habituelle : la consultation des États généraux. Ces mesures finissent par provoquer une vive opposition, tant pour des raisons de fond que de forme.

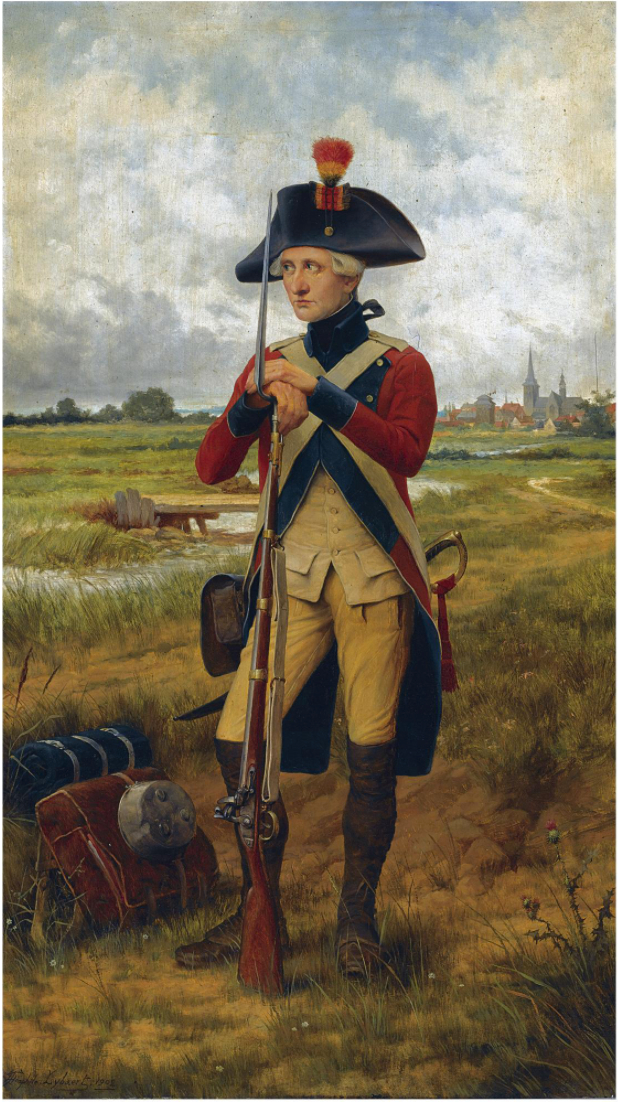
Portrait d'un patriote d'Anvers, symbole de la bataille de Turnhout, par Théophile Lybaert.

#### Sur le plan religieux[3]
Le 12 novembre 1781, les gouverneurs des Pays-Bas autrichiens signent une ordonnance conforme à l'édit de tolérance publié par Joseph II, qui reconnaît la liberté de culte et permet aux protestants et aux juifs d'accéder aux fonctions publiques.
Le 12 janvier 1782, l'empereur édite une ordonnance pour la suppression de quelques couvents religieux, à savoir les maisons religieuses, couvents ou hospices des chartreux, des religieux de l'ordre des Camaldules, des Ermites ou des Frères du bois, mais aussi des carmélites, des religieuses de Sainte-Claire, des capucines et des religieuses de l'ordre de Saint-François.
De plus il fait confisquer leurs biens pour utiliser l'argent récolté à la construction d'hôpitaux et d'écoles.
Il resserre davantage le contrôle de l’État sur l’Église. Malgré l'opposition des évêques et du cardinal de Frankenberg, il remplace les séminaires diocésains par son propre grand séminaire à Louvain. Le clergé ne peut plus censurer l’État, et les évêques doivent prêter un serment civil.
L'empereur déclare, par son décret du 28 septembre 1784, que le mariage est un acte civil. De plus il abolit la notion de crime d'hérésie. Joseph II établit la liberté de conscience et autorise la fréquentation des écoles de confession non catholique.
L'ordonnance du 26 septembre 1785 instaure la lecture de tous les édits par les curés dans les églises, lors des prônes du dimanche.

#### Sur le plan économique
Il supprime les règlements des corporations relatifs à l'embauche.
L'Edit éternel de 1786 impose la libre circulation des grains. Mais cette mesure tombe mal car elle coïncide avec une terrible carence frumentaire, accentuée ainsi par des exportations spéculatives.
Il fait baisser les redevances féodales, supprime les corvées et les droits banaux.

#### Sur les plans administratif et judiciaire
En 1787, Joseph II bouleverse toute la structure administrative et judiciaire héritée du Moyen Âge : il supprime les trois Conseils collatéraux et crée le Conseil général du gouvernement des Pays-Bas, présidé par un ministre dépendant de l’empereur. Les anciennes provinces sont remplacées par 9 cercles, eux-mêmes divisés en 64 districts.
Joseph II abolit la peine de mort, ainsi que le servage et le droit qu’avaient les nobles de punir leurs sujets. La noblesse et le clergé furent soumis à l'impôt, créant ainsi à l'État de nouvelles sources de revenus. Joseph II abolit encore la censure et permit la liberté d'expression.
Les juridictions existantes (seigneuriales, urbaines et ecclésiastiques) sont également supprimées et remplacées par une organisation hiérarchisée : des tribunaux de première instance dans les Cercles et deux cours d'appel, l’une à Bruxelles et l’autre à Luxembourg, le tout étant chapeauté par un Conseil souverain de justice, à Bruxelles.
C'est cette réforme drastique des institutions traditionnelles du pays, décidée « d'en haut » et sans concertation avec les États, qui met le feu aux poudres et qui déclenche la révolution brabançonne.

#### Sur le plan géopolitique
Joseph II essaie de rétablir la circulation sur l’Escaut en la libérant du contrôle des Néerlandais mais sa tentative échoue.

### Les tendances internes dans les Pays-Bas autrichiens
Sous le gouvernorat d'Albert et de son épouse Marie-Christine, une partie de la bourgeoisie s'irrite devant le maintien des privilèges féodaux qui privilégient la noblesse et les hauts fonctionnaires impériaux aux postes clefs de l'administration, en dépit de la décision de Joseph II de les abolir.
Cette tendance est défendue par Jean-François Vonck, avocat au Conseil de Brabant, Jean-Baptiste Verlooy et Jacques-Dominique t'Kint.